# سي جاي كوبيك
سي جاي كوبيك (بالإنجليزية: C. J. Kupec)‏ مواليد 16 يناير 1953 في أوك لاون، هو لاعب كرة سلة أمريكي سابق. بدأ مسيرته الاحترافية في سنة 1975. تم اختياره من قبل فريق لوس أنجلوس ليكرز خلال الدرافت. يبلغ طوله 6 قدم 9 بوصة (2.1 م). اعتزل اللعب في 1988.

## المسيرة الاحترافية
لعب مع لوس أنجلوس ليكرز من سنة 1975 إلى 1977، ثم لعب مع هيوستن روكتس في موسم 1977–1978، ثم لعب مع أولمبيا ميلانو في الدوري الإيطالي من سنة 1978 إلى 1980، ثم لعب مع بالاكانسترو كانتو في موسم 1981–1982، ثم لعب مع فيولا ريدجو كالابريا في الدوري الإيطالي من سنة 1983 إلى 1985، ثم لعب مع منز سانا 1871 باسكت في موسم 1985–1986.

## روابط خارجية
- سي جاي كوبيك على موقع إن بي أي (الإنجليزية)
- سي جاي كوبيك على موقع سبورتس رفرنس (الإنجليزية)
- سي جاي كوبيك على موقع كلية كرة السلة في سبورتس رفرنس.كوم (الإنجليزية)
- سي جاي كوبيك على موقع ريلجم (الإنجليزية)
- سي جاي كوبيك على موقع بروبوليرز (الإنجليزية)